# Highlands-Baywood Park
Highlands-Baywood Park est une census-designated place du comté de San Mateo, dans l'État de Californie, aux États-Unis. En 2020, elle compte une population de 4 052 habitants.